# 826년

## 연호
- 당(唐) 보력(寶曆) 2년
- 일본(日本) 덴초(天長) 3년

## 기년
- 당(唐) 경종(敬宗) 2년
- 신라(新羅) 헌덕왕(憲德王) 18년 / 흥덕왕(興德王) 원년
- 발해(渤海) 선왕(宣王) 9년

## 사건
- 신라가 300리 장성을 지었다.
- 헌덕왕, 동생 수종에게 왕의 자리 물려주고 세상을 떠남.
- 수종이 왕의 자리에 오름. 이후에 경휘로 바꿈.

## 사망
- 신라(新羅) 41대 왕 헌덕왕(憲德王)